# Bothamsall

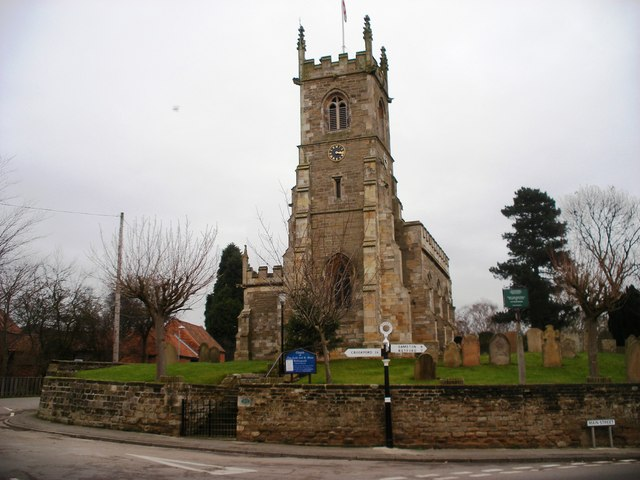
Kościół w Bothamsall

Bothamsall – wieś w Anglii, w hrabstwie Nottinghamshire, w dystrykcie Bassetlaw. Leży 36 km na północ od miasta Nottingham i 202 km na północ od Londynu. Miejscowość liczy 185 mieszkańców.